# Igor Tavčar (zdravnik)
Igor Tavčar, slovenski zdravnik internist, * 2. november 1899, Ljubljana, † 27. december 1965, Ljubljana.

## Življenje in delo
Igor Tavčar, sin pisatelja I. Tavčarja, je po osnovni šoli v Ljubljani prav tu obiskoval še klasično gimnazijo (1910-1917) in opravil maturo kot gojenec rezervne topniške oficirske šole v Ebersdorfu na Dunaju, nato bil 1917–1918 na fronti v Galiciji, Ukrajini in se iz Odese 1919 vrnil v Ljubljano; tu od 1919 -1921 študiral medicino, od 1921 v Pragi in od 1922 v Heidelbergu, kjer je 1924 doktoriral. Specializacijo iz interne medicine je opravil v Zürichu in na Dunaju, kjer jo je leta 1929 tudi končal. V letih 1930−1940 je imel zasebno internistično prakso in bil sočasno zaposlen še v Železničarskem zdravstvenem domu v Ljubljani, kjer je ustanovil hematološki laboratorij. V NOB je sodeloval od 1943; bil partizanski zdravnik, član Slovenskega narodnoosvobodilnega sveta (SNOS), skrbel za izhajanje Partizanskega zdravstvenega vestnika in pripravo izhodišč za ustanovitev nove Medicinske fakultete v Ljubljani po koncu vojne.
Leta 1945 je postal redni profesor in predstojnik interne klinike MF v Ljubljani. Bil je redni član SAZU (1949) in več let upravnik 6. razreda za medicinske vede pri SAZU. Leta 1949 je prejel Prešernovo nagrado.